# ألفريدو بالاسيو مورينو
ألفريدو بالاسيو مورينو هو رسام إكوادوري، ولد في 9 أغسطس 1912 في لوخا في الإكوادور، وتوفي في 20 أبريل 1998 في غواياكيل في الإكوادور.